# Тублин, Валентин Соломонович
Валенти́н Соломо́нович Тублин (р. 23 мая 1934, Ленинград, СССР) — советский и израильский тренер по стрельбе из лука, писатель. Тренер олимпийской сборной Израиля по стрельбе из лука (1991—1996).

## Биография
Родился 23 мая 1934 года в Ленинграде.
В 1944 году поступил в только что открывшееся Ленинградское Нахимовское военно-морское училище, из которого впоследствии был отчислен за недисциплинированность. Входил в сборную училища по плаванию.
Окончил Ленинградский инженерно-строительный институт, работал инженером-изыскателем.
Мастер спорта СССР по стрельбе из лука. С 1964 года — тренер по этому виду спорта.
В 1991 году эмигрировал в Израиль. В 1991—1996 годах — тренер олимпийской сборной Израиля по стрельбе из лука.
Автор 9 книг прозы, публиковаться начал в 1963 году. Переводчик на русский язык прозы израильских писателей (Шамай Голан и др.).

### Семья
- Двоюродный брат — Яков Айзикович Тублин (1935—2011), советский и израильский поэт, судостроитель.
- Сын (от первого брака) — Константин Валентинович Тублин (р. 1959), российский издатель, предприниматель, литератор.
- Вторая жена — Ольга Константиновна Тублина (Холшевникова), с 2006 — генеральный директор издательства «Лимбус Пресс»[2].

## Творчество
В детской повести «Золотые яблоки Гесперид» (1976), в которой главный герой, советский школьник, попадает в мир греческих мифов, Тублин первый и единственный раз в своём творчестве обратился к жанру фэнтези.

## Участие в общественных и творческих организациях
- Член Союза писателей СССР

## Валентин Тублин в литературе

### Посвящения
- Валентину Тублину посвящено стихотворение Михаила Синельникова «Музыка» («Старик араб, на праотца похожий…»)[4].

## Цитаты
Виктор Топоров, 1996:
Помощь более чем заурядному питерскому прозаику Валентину Тублину — один из лейтмотивов «Дневника» [Юрия Нагибина]. Отношение Юрия Нагибина к коллегам (в том числе и к младшим коллегам) не столько избирательно, сколько жёстко детерминировано: как ты ко мне, так и я к тебе. Конкретные оценки при этом переворачиваются на 180 градусов: тот же «жалкий» Атаров с «отличной» статьёй. Не будучи в состоянии ничего доказать, рискну всё же предположить: Тублин, встречаясь с Нагибиным, держался с таким провинциальным подобострастием, что это подвигло «мэтра» на помощь. Иначе следовало бы допустить, что у Нагибина был дурной литературный вкус, меж тем как со вкусом — при всей прихотливости отдельных оценок — наличествовал как раз полный порядок.

### Публикации Валентина Тублина

#### Книги
Тублин Валентин. Золотые яблоки Гесперид: Повесть. — Л.: Детская литература, 1976. — 126 с. — 100000 экз.
- Тублин Валентин. Гонки в сентябре: Повесть. — Л.: Детская литература, 1978. — 192 с. — 100000 экз.
- Тублин Валентин. Испанский триумф: Исторические повести / Худож. Л. Авидон. — Л.: Советский писатель, 1982. — 255 с. — 30000 экз.
- Тублин Валентин. Доказательства: Повести / Худож. Л. Авидон. — Л.: Советский писатель, 1984. — 607 с. — 200000 экз.
- Тублин Валентин. Золотые яблоки Гесперид; Доказательства; Телефонный звонок в день рождения брата / Послесл. Ю. Суровцева; ил. М. И. Маляренко. — Л.: Лениздат, 1987. — 398 с. — (Повести ленинградских писателей). — 100000 экз.
- Тублин Валентин. Заключительный период: Рассказы, повесть, роман / Худож. Л. Авидон. — Л.: Советский писатель, 1990. — 525 с. — 50000 экз. — ISBN 5-265-01205-2.
- Тублин Валентин. Дорога на Чанъань: Историческая повесть [о китайском поэте VIII в. Ду Фу]. — Л.: СП «Смарт», 1991. — 62 с. — 200000 экз. — ISBN 5-7078-0068-9.
- Тублин Валентин. Золотые яблоки Гесперид: Повесть. — СПб.: Лимбус Пресс, 1997.

#### Журнальные публикации
- Тублин Валентин. Заключительный период: Роман // Нева. — 1989. — №№ 10—12.

#### Переводы
- Голан Шамай. Последняя стража: Роман / Пер. с иврита В. Тублина // Нева. — 2006. — № 8.
- Голан Шамай. Последняя стража: Роман / Пер. с иврита В. Тублина. — М.; Тель-Авив: Книга-Сэфер, 2006.

- Салман Рушди. Гарун и море историй : Повесть / Пер. С английского В.Тублина. — СПБ.;М.: Лимбус Пресс]

### О Валентине Тублине
- Чупринин С. И. Тублин Валентин Соломонович // Чупринин С. И. Новая Россия: мир литературы: Энциклопедический словарь-справочник: В 2 т. Т. 2: М-Я. — М.: Вагриус, 2003. — С. 522.